# 대한민국 민법 제101조
대한민국 민법 제101조는 천연과실, 법정과실에 대한 민법총칙 조문이다. 2022년 12월 13일에 법률 제19069호로 일부개정되어 시행되었다.

## 조문
제101조(천연과실, 법정과실) ① 물건의 용법에 의하여 수취하는 산출물은 천연과실이다.
②물건의 사용대가로 받는 금전 기타의 물건은 법정과실로 한다.

第101條(天然果實, 法定果實) ① 物件의 用法에 依하여 收取하는 産出物은 天然果實이다.
②物件의 使用對價로 받는 金錢 其他의 物件은 法定果實로 한다.

## 해설
- 사육용 돼지로부터 출산된 새끼돼지는 천연과실에 해당하고 일반적으로 양도담보의 경우 그 사용수익권은 양도담보설정자에게 있으므로, 원물인 돼지가 출산한 새끼돼지는 천연과실에 해당하고 그 천연과실의 수취권은 원물인 돼지의 사용수익권을 가지는 양도담보설정자인 친구에게 귀속된다.[1]
- 유증자가 토지를 유증하기로 하고 사망한 경우에는 수증자는 유증의 이행을 청구할 수 있는 때로부터 그 목적물의 과실을 취득하므로 법정과실인 토지나 물건의 차임을 수증자가 가질 수 있다.[2]

## 참고 문헌
- 오현수, 일본민법, 진원사, 2014. ISBN 978-89-6346-345-2
- 오세경, 대법전, 법전출판사, 2014 ISBN 978-89-262-1027-7
- 이준현, LOGOS 민법 조문판례집, 미래가치, 2015. ISBN 979-1-155-02086-9

## 같이 보기
- 부동산
- 동산